# Chichée
Chichée je francouzská obec v departementu Yonne, v regionu Burgundsko-Franche-Comté. V roce 2008 zde žilo 350 obyvatel. Leží na řece Serein.